# Plastilinovaja vorona
Plastilinovaja vorona (russisk: Пластилиновая ворона) er en sovjetisk animationsfilm fra 1981 af Aleksandr Tatarskij.

## Medvirkende
- Leonid Bronevoj
- Grigorij Gladkov
- Lev Sjimelov
- Aleksandr Levenbuk
- Alesja Pavlov